# Đền Ramappa
Đền Ramappa còn được gọi là Rudreshwara (Shiva Chúa tể) là một Di sản thế giới được UNESCO công nhận nằm tại bang Telangana, miền nam Ấn Độ. Nó nằm cách 66 km (41 mi) từ Warangal, 15 km (9,3 mi) từ Mulugu, và cách thủ phủ của bang Hyderabad, Ấn Độ là 209 km (130 mi). Đền thờ nằm trong một thung lũng ở làng Venkatapur của quận Mulugu, một ngôi làng nhỏ bé đã trải qua những ngày vinh quang vào thế kỷ 13 và 14. Một dòng chữ trong ngôi đền có niên đại năm 1213 nói rằng nó được xây dựng bởi một tướng lĩnh Kakatiya tên là Recharla Rudra dưới triều đại của vua Ganapati Deva.
Đây là một đền thờ thần Ramalingeswara (thần Shiva của Ấn Độ giáo). Marco Polo trong chuyến ghé thăm đế chế Kakatiya được cho là đã gọi ngôi đền là "ngôi sao sáng nhất trong dải ngân hà các đền thờ". Đền Ramappa sừng sững uy nghiêm trên nền hình ngôi sao cao 6 foot (1,8 m). Sảnh trước của thánh điện có rất nhiều cột trụ chạm khắc đã được định vị để tạo ra hiệu ứng kết hợp giữa ánh sáng và không gian. Ngôi đền được đặt theo tên của nhà điêu khắc Ramappa, người đã xây dựng nó, và có lẽ là ngôi đền duy nhất ở Ấn Độ được đặt theo tên của một người thợ thủ công đã xây dựng nó.
Cấu trúc chính bằng đá sa thạch đỏ nhưng các cột tròn bên ngoài có các chân đế lớn bằng đá bazan màu đen. Chúng được chạm khắc những con vật thần thoại, vũ nữ hoặc nghệ sĩ, và là "những kiệt tác của nghệ thuật Kakatiya, rất đáng chú ý vì tinh xảo, tư thế gợi cảm, thân và đầu thuôn dài".
Ngôi đền đã được UNESCO xem xét công nhận Di sản thế giới vào năm 2019 với một đề xuất được đệ trình lên vào ngày 10 tháng 9 năm 2015. Đến ngày 25 tháng 7 năm 2021, ngôi đền được công nhận là Di sản thế giới với tên gọi "Đền Kakatiya Rudreshwara (Ramappa), Telangana".

## Hình ảnh

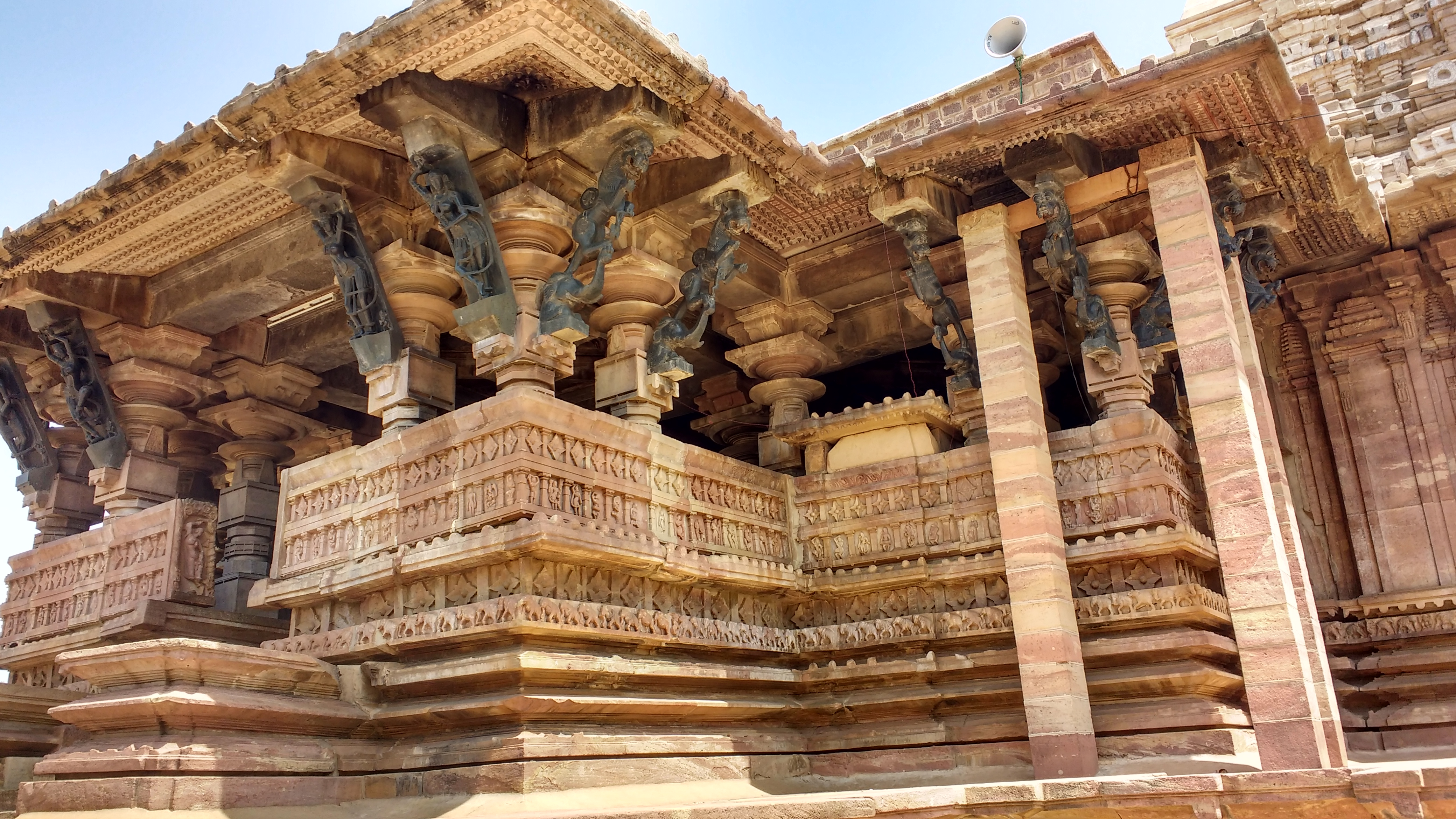
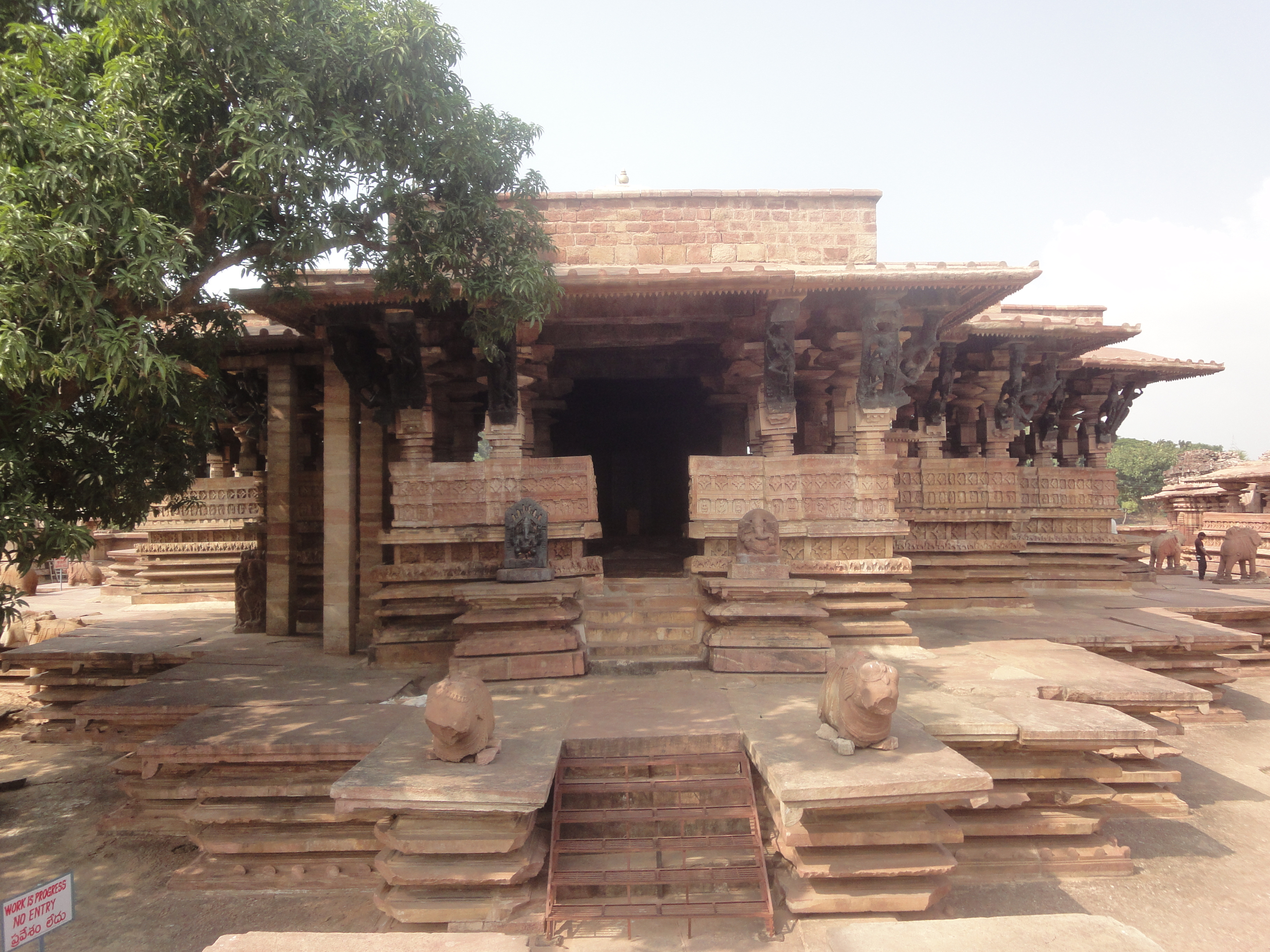
Mặt trước
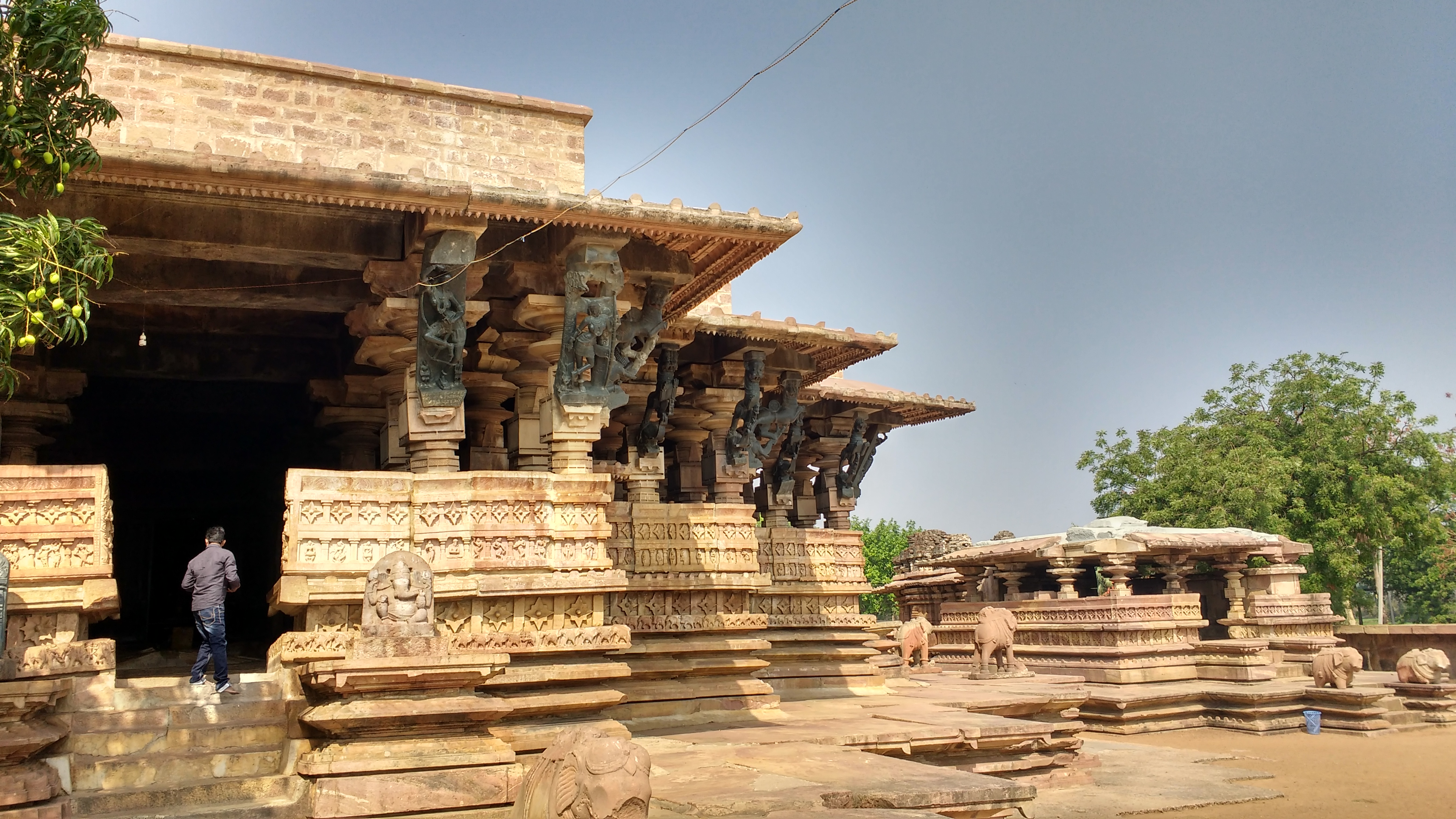
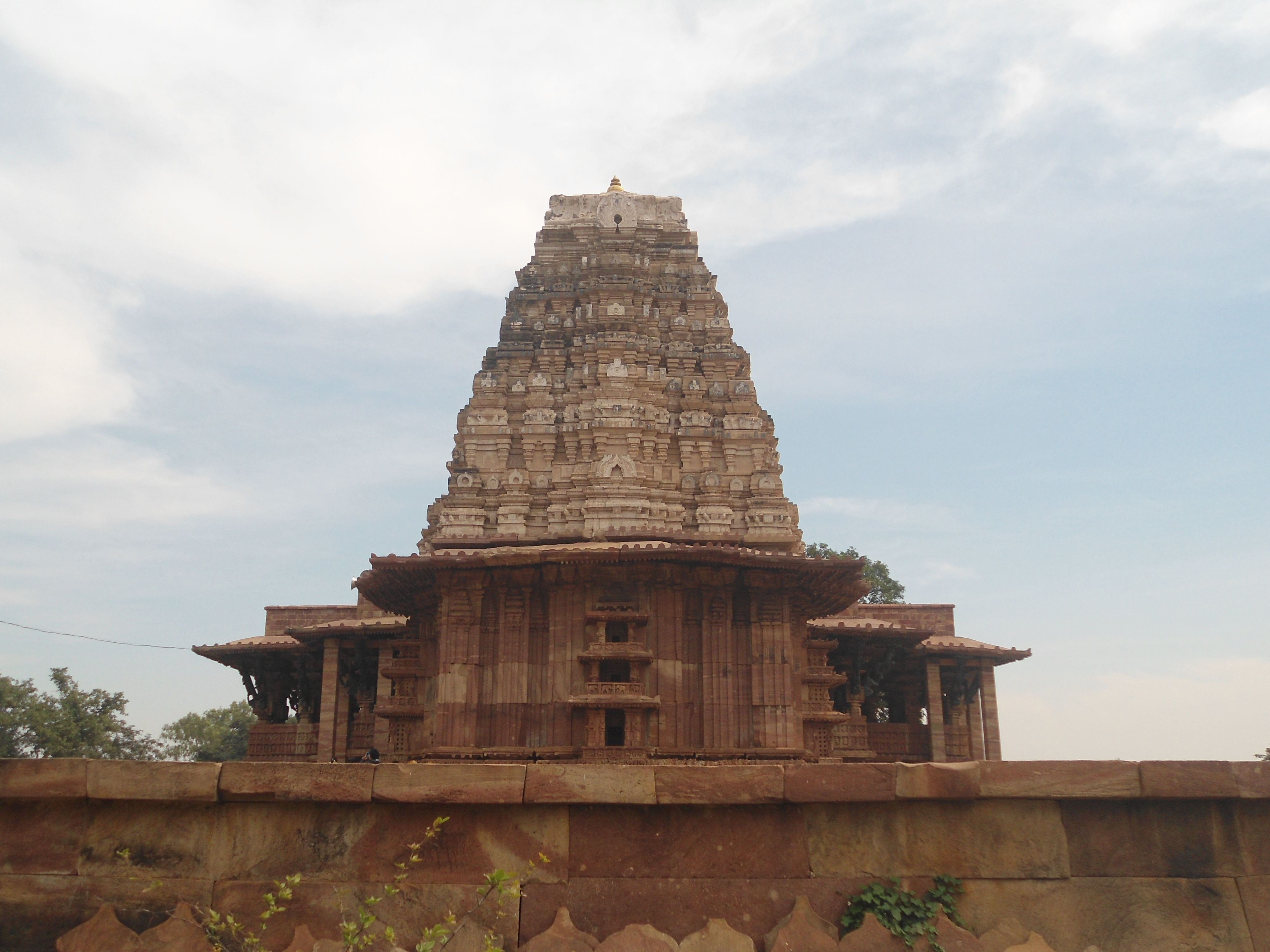
Mặt sau
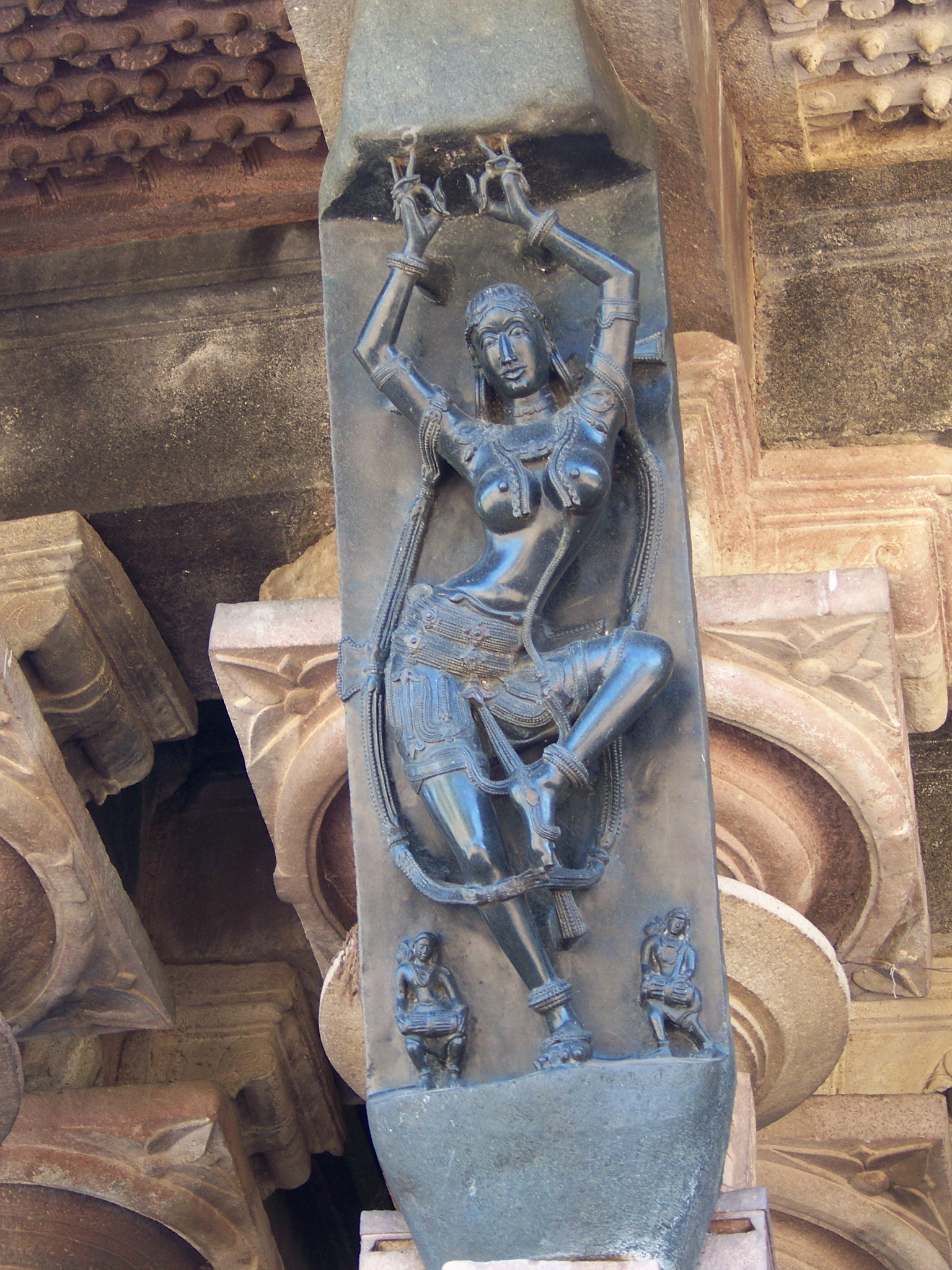
Vũ công
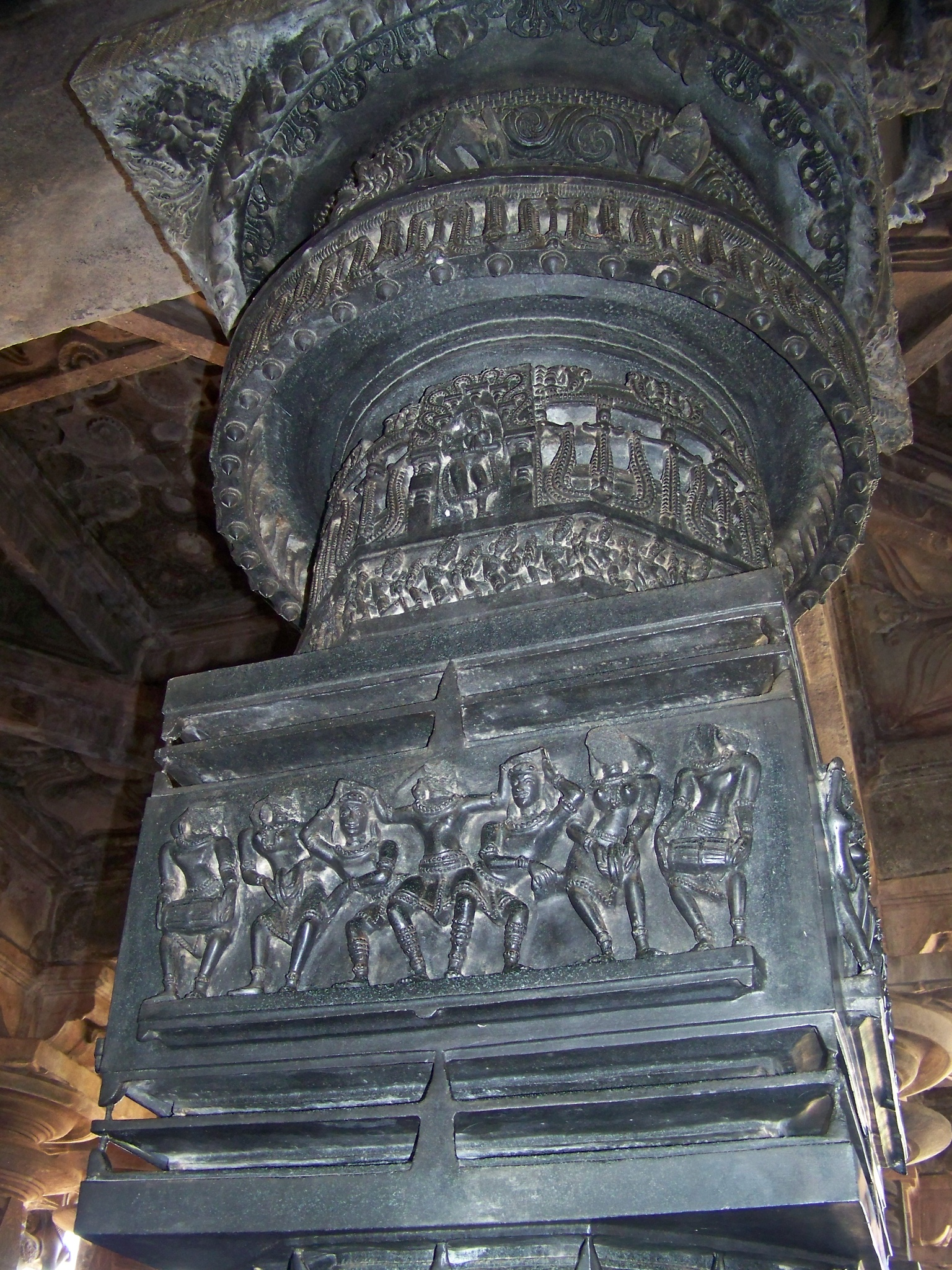
Cột đá bazan đen bên trong
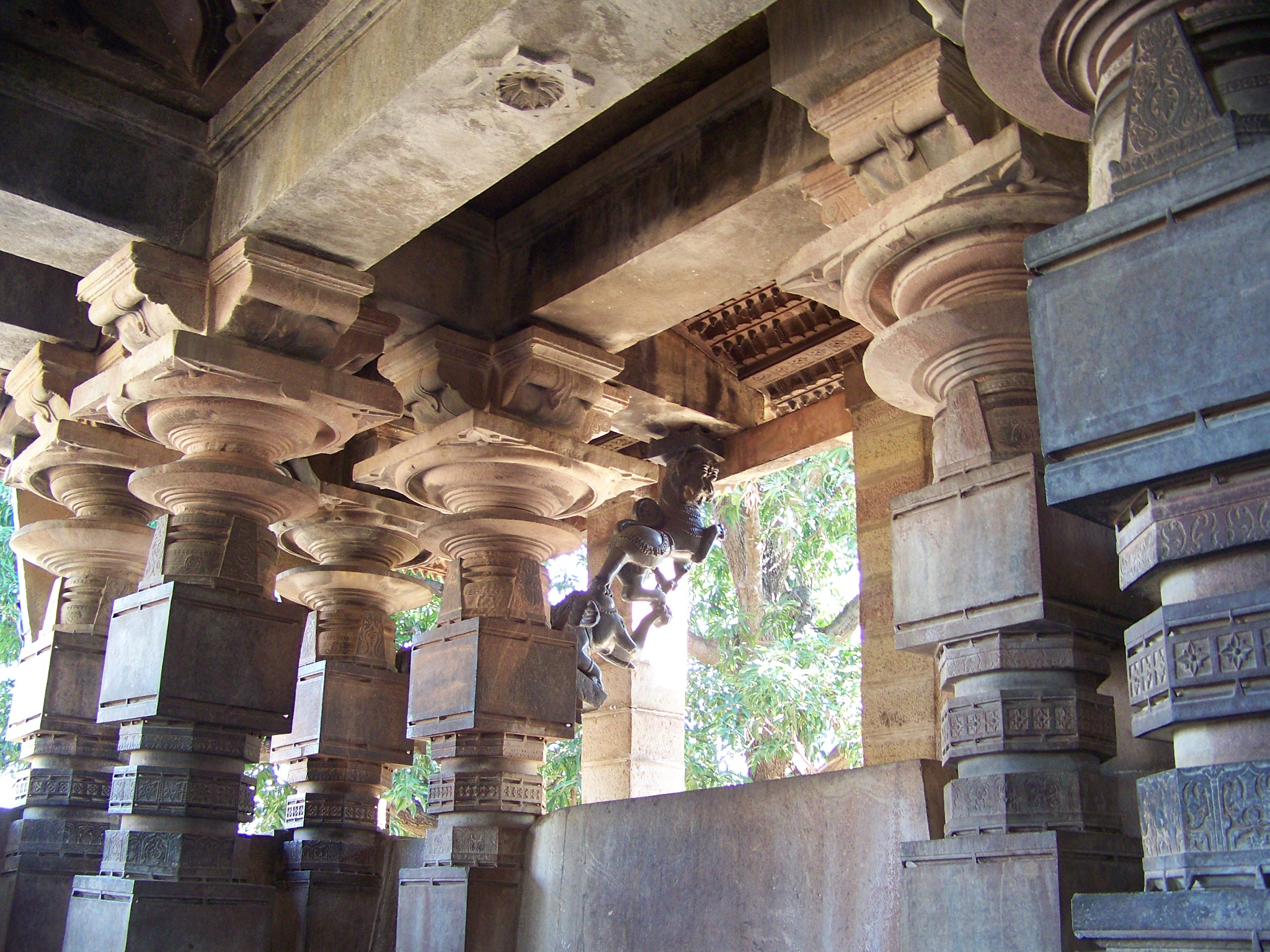
Hàng cột bên trong Mandapa
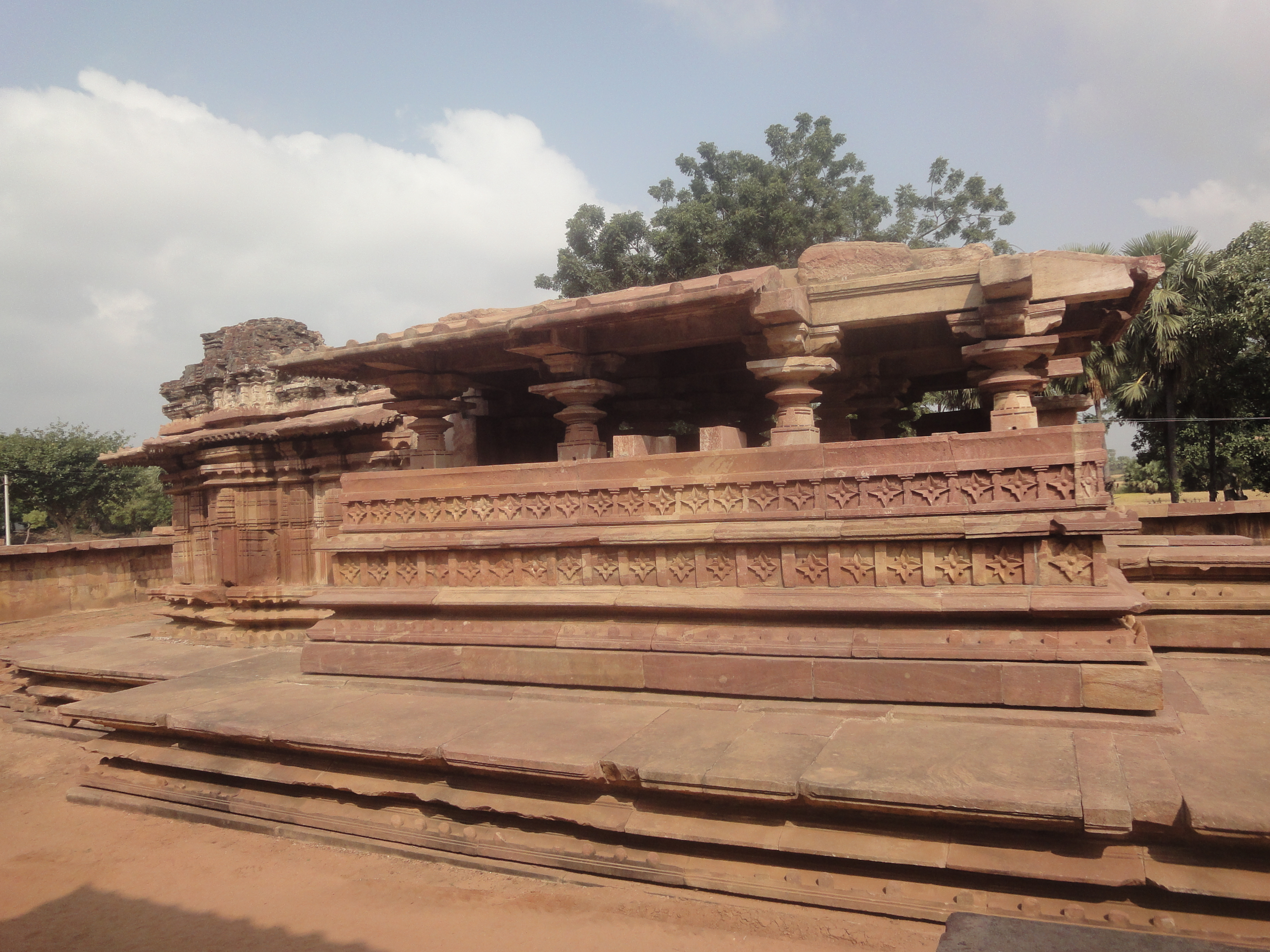
Ngôi đền nhỏ